# 11th Wing
L'11th Wing è uno stormo di supporto dell'Air Force District of Washington. Il suo quartier generale è situato presso la Joint Base Andrews, nel Maryland, della quale è l'unità ospitante.

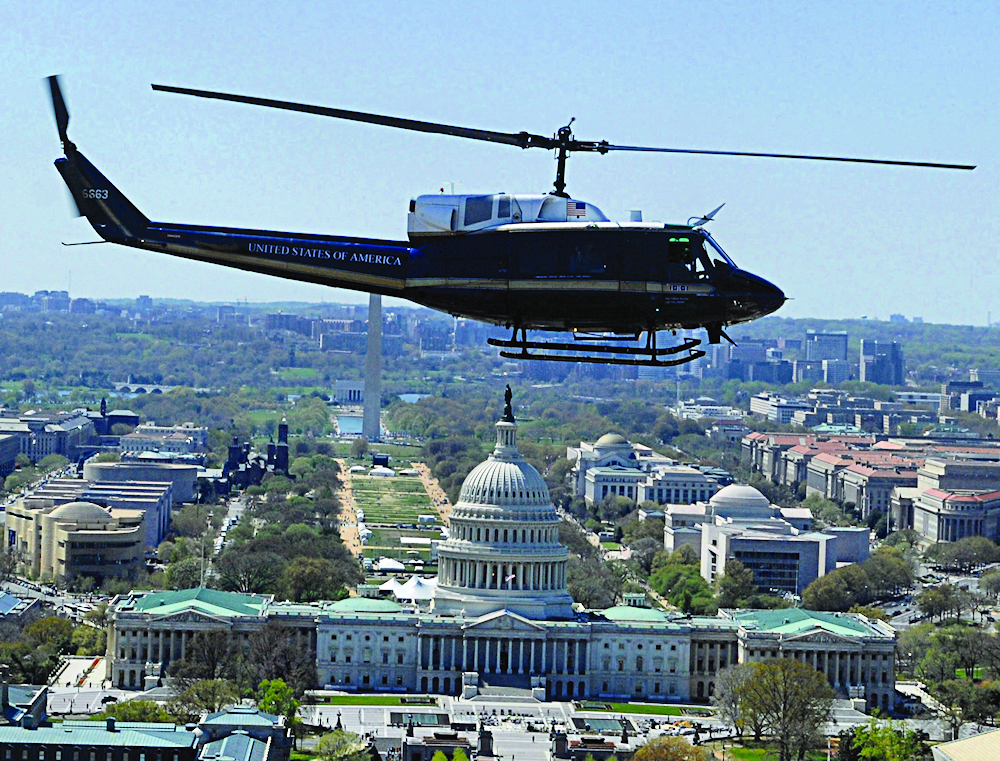
UH-1N dello stormo

## Organizzazione
Al maggio 2017, il Centro controlla:
- 11th Wing Staff
- 11th Mission Support Group
  - 11th Force Support Squadron
  - 11th Civil Engineer Squadron
  - 11th Contracting Squadron
  - 11th Logistics Readiness Squadron
  - 811th Force Support Squadron
- 11th Medical Group
  - 11th Dental Squadron
  - 11th Medical Squadron
  - 11th Medical Support Squadron
  - 11th Medical Operations Squadron
  - 11th Aerospace Medical Squadron
  - 11th Surgical Squadron
- 11th Operations Group
  - Air Force Band
  - Air Force Honor Guard
  - Arlington Chaplaincy
- 811th Operations Group
  - 811th Operations Support Squadron
  -  1st Helicopter Squadron - Equipaggiato con UH-1N
- 11th Security Forces Group
  - 11th Security Forces Squadron
  - 11th Security Support Squadron
  - 811th Security Forces Squadron